# Willem Maurits van Nassau-Siegen
Vorst Willem Maurits van Nassau-Siegen (Kasteel Wisch, Terborg, 18/28 januari 1649 – Nassauischer Hof, Siegen, 23 januari 1691Jul.), Duits: Wilhelm Moritz Fürst von Nassau-Siegen (officiële titels: Fürst zu Nassau, Graf zu Katzenelnbogen, Vianden, Diez, Limburg und Bronkhorst, Herr zu Beilstein, Stirum, Wisch, Borculo, Lichtenvoorde und Wildenborch, Erbbannerherr des Herzogtums Geldern und der Grafschaft Zutphen), was sinds 1661 graaf van Bronkhorst, heer van Wisch, Borculo, Lichtenvoorde en Wildenborch, en erfbaanderheer van het hertogdom Gelre en het graafschap Zutphen. Hij diende als officier in het Staatse leger. In 1664 werd hij verheven tot prins. Sinds 1679 was hij vorst van Nassau-Siegen (een deel van het graafschap Nassau). Hij stamde uit het Huis Nassau-Siegen, een zijtak van de Ottoonse Linie van het Huis Nassau. Hij was een integere man, maar geen man met een bovengemiddeld talent.

## Biografie

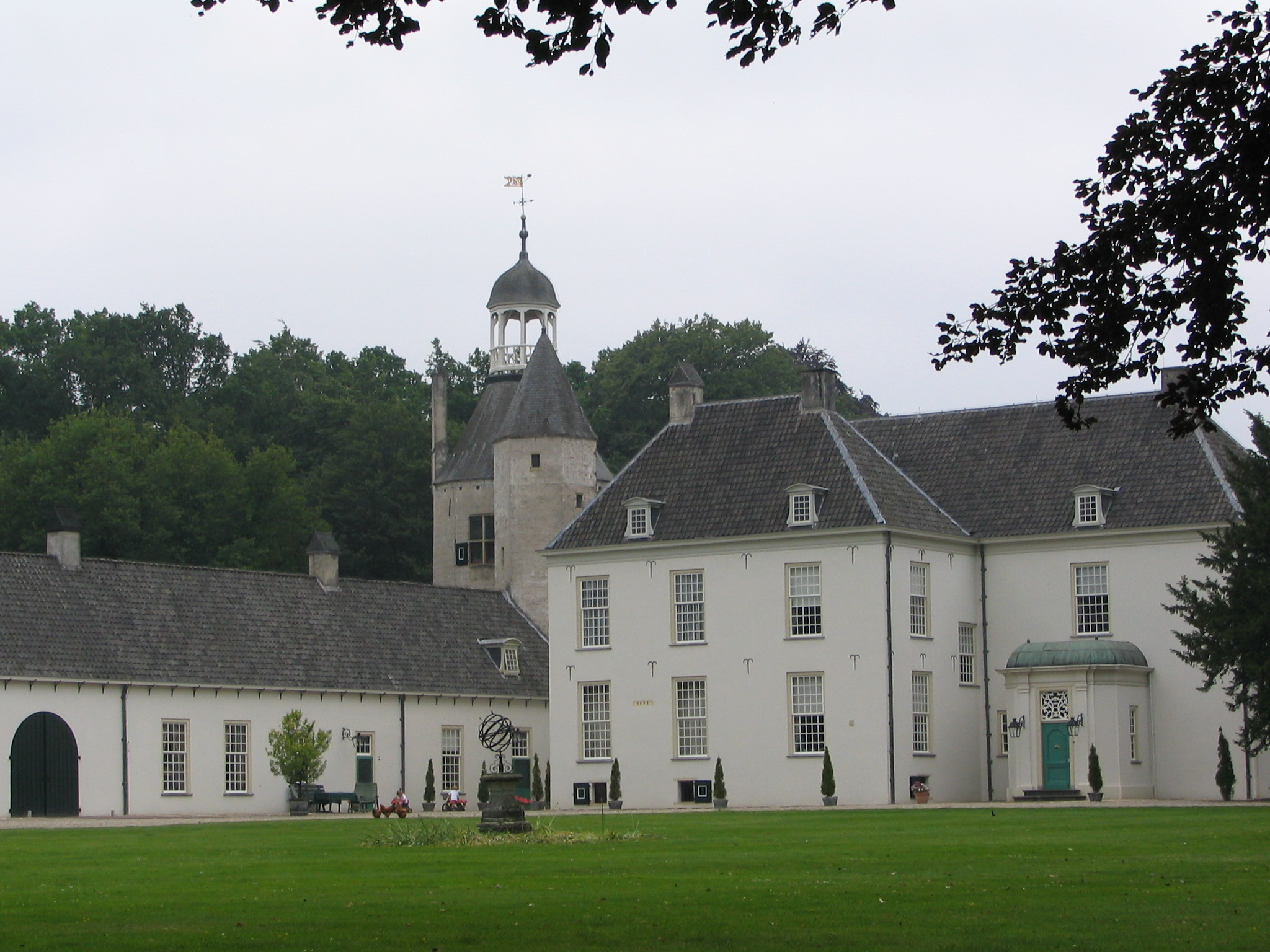
Kasteel Wisch in Terborg.

Willem Maurits werd geboren op 18/28 januari 1649 op Kasteel Wisch in Terborg als de oudste zoon van graaf Hendrik van Nassau-Siegen en gravin Maria Magdalena van Limburg-Stirum. Na het overlijden van hun vader werden Willem Maurits en zijn broer Frederik Hendrik geadopteerd door hun oom vorst Johan Maurits van Nassau-Siegen.
Na het overlijden van zijn grootvader van moederszijde, graaf George Ernst van Limburg-Stirum, in september 1661, volgde Willem Maurits hem op als graaf van Bronkhorst, heer van Wisch, Borculo, Lichtenvoorde en Wildenborch, en erfbaanderheer van het hertogdom Gelre en het graafschap Zutphen. Zodoende kwamen deze bezittingen in het bezit van het Huis Nassau.
Willem Maurits werd op 29 april 1663 hopman van een compagnie Zwitsers in het Staatse leger. Op 20 april 1672 werd hij luitenant-kolonel van een regiment infanterie en in 1673 kolonel. In 1678 werd hij ook ritmeester van een compagnie ruiterij ter repartitie van Friesland.
Willem Maurits en zijn broer Frederik Hendrik begeleidden hun oom en adoptiefvader Johan Maurits bij diens reis naar de stad Siegen, waar ze op 21/31 augustus 1663 aankwamen. Op 7 januari 1664 vond in het raadhuis van Siegen de huldiging van beide broers plaats, waarbij ze de stedelijke privileges en vrijheden bevestigden. Beide broers werden op 6 mei 1664 verheven in de rijksvorstenstand.
In 1667 werd Willem Maurits ridder van de Johannieterorde balije van Mark (Brandenburg), Saksen, Pommeren en Wendland in Sonnenburg en commandeur van Grüneberg, en ook ridder van de Duitsche Orde balije van Utrecht en commandeur van Tiel.
In oktober 1672 kwam Willem Maurits zijn oom Johan Maurits met een compagnie soldaten ‘geworben in dem deutschen Stammlanden des Fürsten’, d.w.z. in Nassau-Siegen, te hulp bij de verdediging van Muiden in de Hollandse Oorlog.
In 1678 werd Willem Maurits door Johan Maurits aangesteld als mederegent. Een jaar later overleed Johan Maurits en volgde Willem Maurits hem op als de regerende landsheer in het protestantse deel van het vorstendom Nassau-Siegen en medeheerser van de stad Siegen. Hij bezat het ambt Siegen (met uitzondering van zeven dorpen) en de ambten Hilchenbach en Freudenberg. De stad Siegen deelde hij met zijn achterneef, Johan Frans Desideratus, de katholieke vorst van Nassau-Siegen.
Tijdens zijn regering liet Willem Maurits de Nassauischer Hof, de residentie van de protestantse vorsten van Nassau-Siegen in de stad Siegen, uitbreiden. In 1690 liet hij de tot dan toe in de Nicolaaskerk in Siegen bijgezette leden van zijn dynastie overbrengen naar de Fürstengruft aldaar.
Willem Maurits overleed op 23 januari 1691Jul. in de Nassauischer Hof in Siegen. Hij werd op 12 maart begraven in de Fürstengruft aldaar. Hij werd opgevolgd door zijn zoon Frederik Willem Adolf. Deze stond tot 1701 onder voogdij en regentschap van zijn moeder.

## Huwelijk en kinderen
Willem Maurits huwde op Slot Schaumburg op 6 februari 1678Jul. met prinses Ernestine Charlotte van Nassau-Schaumburg (Slot Schaumburg, 20 mei 1662Jul. – Nassauischer Hof, Siegen, 21 februari 1732), de tweede dochter van prins Adolf van Nassau-Schaumburg en Elisabeth Charlotte Melander rijksgravin van Holzappel. Uit dit huwelijk werden de volgende kinderen geboren:
1. Frederik Willem Adolf[noot 7] (Nassauischer Hof, Siegen, 20 februari 1680 – aldaar, 13 februari 1722), volgde in 1691 zijn vader op. Huwde eerst in Slot Homburg vor der Höhe op 7 januari 1702[noot 8] met landgravin Elisabeth Juliana Francisca van Hessen-Homburg (Slot Homburg vor der Höhe, 6 januari 1681[noot 9] – Nassauischer Hof, Siegen, 12 november 1707) en daarna in het Markgrafelijk Brandenburgse slot in Bayreuth op 13 april 1708[18][noot 10] met hertogin Amalia Louise van Koerland (Mitau, 23 juli 1687 – Nassauischer Hof, Siegen, 18 januari 1750).
2. Karel Lodewijk Hendrik (Nassauischer Hof, Siegen, 17 maart 1682Jul.[noot 11] – aldaar, 18 oktober 1694Jul.[noot 12]), was sinds 1691 hopman van de compagnie Zwitsers die van zijn vader was geweest.

## Voorouders
| Voorouders van Willem Maurits van Nassau-Siegen | Voorouders van Willem Maurits van Nassau-Siegen                                                                        | Voorouders van Willem Maurits van Nassau-Siegen                                                                        | Voorouders van Willem Maurits van Nassau-Siegen                                                                         | Voorouders van Willem Maurits van Nassau-Siegen                                                                         | Voorouders van Willem Maurits van Nassau-Siegen                                                   | Voorouders van Willem Maurits van Nassau-Siegen                                                                       | Voorouders van Willem Maurits van Nassau-Siegen                                                   | Voorouders van Willem Maurits van Nassau-Siegen                                                         |
| ----------------------------------------------- | --- | --- | --- | --- | ------------------------------------------------------------------------------------------------- | --- | ------------------------------------------------------------------------------------------------- | --- |
| Betovergrootouders                              | Willem I ‘de Rijke’ van Nassau-Siegen (1487–1559) ⚭ 1531 Juliana van Stolberg-Wernigerode (1506–1580)                  | George III van Leuchtenberg (1502–1555) ⚭ 1528 Barbara van Brandenburg-Ansbach (1495–1552)                             | Christiaan III van Denemarken (1503–1559) ⚭ 1525 Dorothea van Saksen-Lauenburg (1511–1571)                              | Ernst V van Brunswijk-Grubenhagen (1518–1567) ⚭ 1547 Margaretha van Pommeren (1518–1569)                                | Herman George van Limburg-Stirum (1540–1574) ⚭ 1557 Maria van Hoya (1534–1612)                    | Otto IV van Holstein-Schauenburg-Pinneberg (ca. 1517–1576) ⚭ 1558 Elisabeth Ursula van Brunswijk-Lüneburg (1539–1586) | Eberwin III van Bentheim-Steinfurt (1536–1562) ⚭ 1553 Anna van Tecklenburg-Schwerin (1532–1582)   | Gumprecht II van Nieuwenaar-Alpen (ca. 1503–1555) ⚭ 1542 Amöna van Daun-Falkenstein (ca. 1520–ca. 1582) |
| Overgrootouders                                 | Johan VI ‘de Oude’ van Nassau-Siegen (1536–1606) ⚭ 1559 Elisabeth van Leuchtenberg (1537–1579)                         | Johan VI ‘de Oude’ van Nassau-Siegen (1536–1606) ⚭ 1559 Elisabeth van Leuchtenberg (1537–1579)                         | Johan ‘de Jongere’ van Sleeswijk-Holstein-Sonderburg (1545–1622) ⚭ 1568 Elisabeth van Brunswijk-Grubenhagen (1550–1586) | Johan ‘de Jongere’ van Sleeswijk-Holstein-Sonderburg (1545–1622) ⚭ 1568 Elisabeth van Brunswijk-Grubenhagen (1550–1586) | Joost van Limburg-Stirum (1560–1621) ⚭ 1591 Maria van Holstein-Schauenburg-Pinneberg (1559–1616)  | Joost van Limburg-Stirum (1560–1621) ⚭ 1591 Maria van Holstein-Schauenburg-Pinneberg (1559–1616)                      | Arnold II van Bentheim-Tecklenburg (1554–1606) ⚭ 1573 Magdalena van Nieuwenaar-Alpen (1553–1627)  | Arnold II van Bentheim-Tecklenburg (1554–1606) ⚭ 1573 Magdalena van Nieuwenaar-Alpen (1553–1627)        |
| Grootouders                                     | Johan VII ‘de Middelste’ van Nassau-Siegen (1561–1623) ⚭ 1603 Margaretha van Sleeswijk-Holstein-Sonderburg (1583–1658) | Johan VII ‘de Middelste’ van Nassau-Siegen (1561–1623) ⚭ 1603 Margaretha van Sleeswijk-Holstein-Sonderburg (1583–1658) | Johan VII ‘de Middelste’ van Nassau-Siegen (1561–1623) ⚭ 1603 Margaretha van Sleeswijk-Holstein-Sonderburg (1583–1658)  | Johan VII ‘de Middelste’ van Nassau-Siegen (1561–1623) ⚭ 1603 Margaretha van Sleeswijk-Holstein-Sonderburg (1583–1658)  | George Ernst van Limburg-Stirum (1593–1661) ⚭ 1631 Magdalena van Bentheim-Tecklenburg (1591–1649) | George Ernst van Limburg-Stirum (1593–1661) ⚭ 1631 Magdalena van Bentheim-Tecklenburg (1591–1649)                     | George Ernst van Limburg-Stirum (1593–1661) ⚭ 1631 Magdalena van Bentheim-Tecklenburg (1591–1649) | George Ernst van Limburg-Stirum (1593–1661) ⚭ 1631 Magdalena van Bentheim-Tecklenburg (1591–1649)       |
| Ouders                                          | Hendrik van Nassau-Siegen (1611–1652) ⚭ 1646 Maria Magdalena van Limburg-Stirum (1632–1707)                            | Hendrik van Nassau-Siegen (1611–1652) ⚭ 1646 Maria Magdalena van Limburg-Stirum (1632–1707)                            | Hendrik van Nassau-Siegen (1611–1652) ⚭ 1646 Maria Magdalena van Limburg-Stirum (1632–1707)                             | Hendrik van Nassau-Siegen (1611–1652) ⚭ 1646 Maria Magdalena van Limburg-Stirum (1632–1707)                             | Hendrik van Nassau-Siegen (1611–1652) ⚭ 1646 Maria Magdalena van Limburg-Stirum (1632–1707)       | Hendrik van Nassau-Siegen (1611–1652) ⚭ 1646 Maria Magdalena van Limburg-Stirum (1632–1707)                           | Hendrik van Nassau-Siegen (1611–1652) ⚭ 1646 Maria Magdalena van Limburg-Stirum (1632–1707)       | Hendrik van Nassau-Siegen (1611–1652) ⚭ 1646 Maria Magdalena van Limburg-Stirum (1632–1707)             |